# Monte Grande (Cap-Vert)
Pour les articles homonymes, voir Monte Grande (homonymie).
Le monte Grande est une montagne du Cap-Vert d'origine volcanique. Avec une altitude de 406 m, c'est le point culminant de Sal, une île plate, aride et ventée, dont les longues plages de sable ont assuré le succès. Il est situé un peu à l'écart de ces lieux touristiques, à quelques kilomètres au nord-nord-est de la capitale Espargos. 
Le monte Grande fait partie des espaces naturels protégés du Cap-Vert avec le statut de « paysage protégé », en raison de la valeur géologique de ses matériaux volcaniques récents, avec notamment la présence de pillow lavas sur le littoral. D'autres formations de ce type existent ailleurs sur l'île, mais l'étendue et les caractéristiques de celle-ci lui ont valu une attention particulière. La zone protégée couvre une superficie d'environ 1 320 ha avec un périmètre de 16 569 m.